# Maverick (sigarette)
Maverick è una marca di sigarette prodotta dalla ITG Brands LLC, una sussidiaria della Imperial Brands. Prodotte in pacchetti da 20 sia in Austria che negli Stati Uniti d'America, nel mercato statunitense le Maverick si collocano nella parte bassa della fascia di mercato.

## Storia
Le sigarette Maverick sono state lanciate sul mercato nel 1986 dalla Lorillard Tobacco Company con il nome di "Harley Davidson". Nonostante una grande campagna pubblicitaria durante tutta la prima metà degli anni novanta, il marchio non riuscì mai a sfondare e le relazioni tra la Harley Davidson e la Lorillard si inasprirono presto, tanto che le due aziende si citarono vicendevolmente in giudizio; il risultato fu che la Lorillard mantenne il diritto di continuare a commercializzare le proprie sigarette utilizzando il marchio Harley Davidson fino al 2001, tuttavia già nel 1998 la compagnia decise di cambiare il nome del suo prodotto in Maverick.
Nel luglio del 2014 la Reynolds American Inc. (una joint venture creata fra la filiale americana della British American Tobacco e la R.J. Reynolds Tobacco Company) annunciò l'acquisto, poi completato nel giugno del 2015, della Lorillard Tobacco Company per 27,4 miliardi di dollari; onde evitare problemi di antitrust la fusione comprese anche la vendita alla Imperial Tobacco Company (che poi cambierà nome in "Imperial Brands" nel 2016), per 7,1 miliardi di dollari, di alcuni marchi di sigarette di proprietà delle due aziende, tra cui Kool, Winston, Salem e Maverick.

## Versioni
Al fine di adeguarsi alle richiesta della Food and Drug Administration, alla Lorillard fu dato fino al 22 giugno 2010 per rinominare i suoi prodotti etichettati come "Lights", "Ultra-Lights", "Medium", "Mild", "Full Flavor", e simili in modo che essi non dessero l'impressione che alcuni prodotti legati al tabacco potessero essere relativamente più salutari. Il 14 giugno 2016, la FDA ordinò la cessazione della vendita delle Maverick Menthol Silver Box 100s con la dicitura Not Substantially Equivalent (NSE).

### Stati Uniti d'America
- Full Flavor Kings
- Full Flavor 100s
- Gold Kings (precedentemente chiamate Lights)
- Gold 100s (precedentemente chiamate Lights)
- Silver 100s (precedentemente chiamate Ultra Lights)
- Menthol Kings
- Menthol 100s
- Menthol Gold 100s (precedentemente chiamate Menthol Lights)
- Menthol Silver 100s (precedentemente chiamate Menthol Ultra Light) [Interrotta]

### Austria
- Maverick American Blend Kings: Box
- Maverick American Lights Kings: Box